# Municipio de Lázaro Cárdenas (Quintana Roo)
Lázaro Cárdenas, con cabecera en la población de Kantunilkín, es uno de los 11 municipios en que está dividido el estado de Quintana Roo, México, situándose al extremo norte de la entidad. Su nombre es en honor a Lázaro Cárdenas del Río, presidente de México y uno de los promotores principales del territorio.

## Geografía
El municipio se encuentra situado en el norte del estado de Quintana Roo; limita con los municipios de Isla Mujeres, Benito Juárez y Solidaridad.
El terreno es prácticamente plano, como toda la Península de Yucatán, no superando la altura de 25 m s. n. m.; está constituida por una meseta de roca calcárea que no permite las corrientes de agua superficiales, por lo que todas las corrientes son subterráneas y sus afloramientos a la superficie son conocidos como cenotes.
El municipio, a diferencia de los restantes de Quintana Roo, no está totalmente cubierto por el bosque tropical; el norte se caracteriza por la vegetación acuática y semi-acuática, como manglar y pasto marino, además de un sector de bosque espinoso.

## Demografía
El municipio tiene una población de 29 171 habitantes, según los resultados del Censo de Población y Vivienda de 2020 realizado por el Instituto Nacional de Estadística y Geografía. De ese total el 50.9% son hombres y el 49.1% son mujeres.

### Localidades

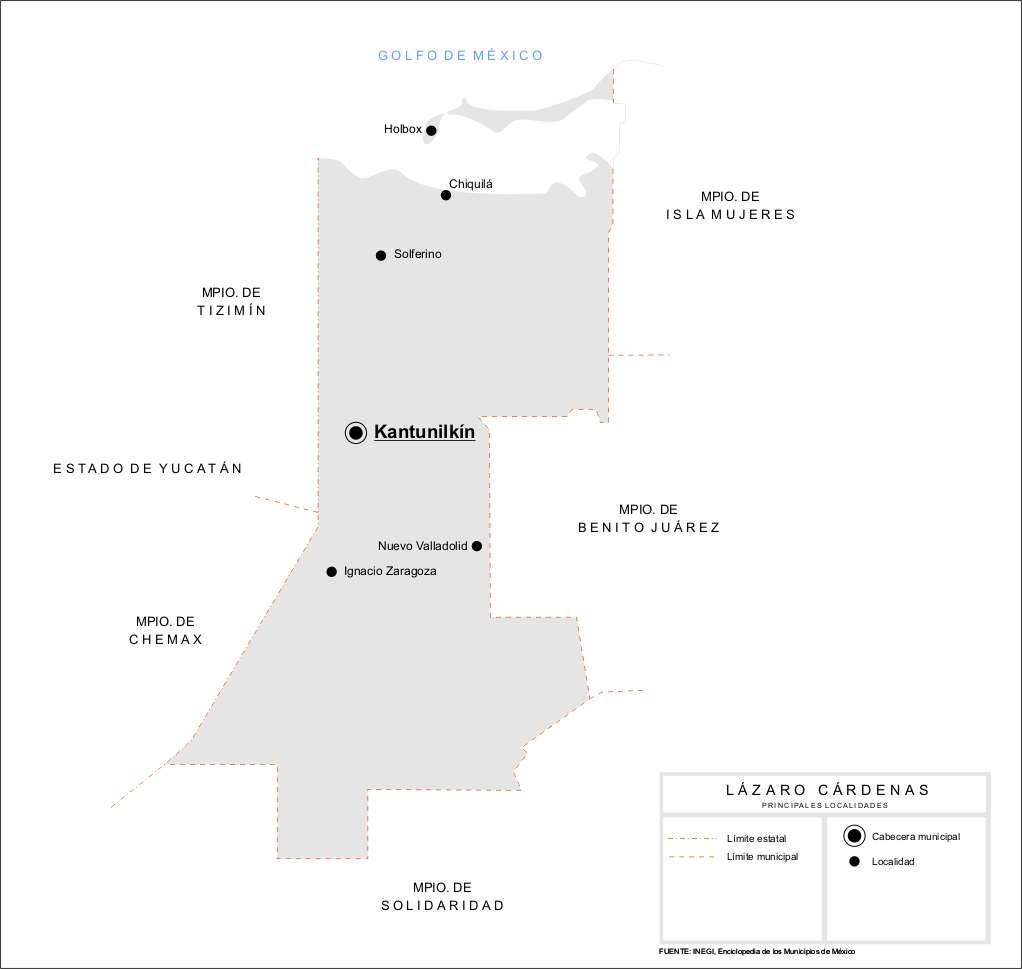
Principales localidades de Lázaro Cárdenas.

En el territorio del municipio hay un total de 36 localidades; la población de las principales es la siguiente:
| Localidad        | Población |
| Total Municipio  | 25 333    |
| Kantunilkín      | 7 150     |
| Ignacio Zaragoza | 2 213     |
| Holbox           | 1 486     |
| Chiquilá         | 1 466     |
| Nuevo Valladolid | 1 294     |
| Nuevo Xcán       | 1 130     |
| El Tintal        | 1 074     |
| San Ángel        | 1 041     |
| El Ideal         | 818       |
| Solferino        | 799       |
| Pacchen          | 131       |
| La Esperanza     | 350       |

## Política
El gobierno le corresponde al Ayuntamiento; tomando posesión el día 10 de abril del año de la elección, está conformado por un Presidente Municipal, un síndico y nueve regidores, seis electos por el principio de mayoría relativa y tres por el principio de representación proporcional, electos para un periodo de tres años no renovables para el periodo inmediato pero si de manera intercalada.

### División administrativa
El municipio se encuentra dividido en dos Alcaldías: Holbox e Ignacio Zaragoza , tres delegaciones: Chiquilá, Nuevo Valladolid y Nuevo Xcan  y 30 subdelegaciones. Los alcaldes, delegados y subdelegados son electos mediante el voto libre, directo y secreto (sufragio efectivo) en elecciones celebradas en el año en que se instaló el Ayuntamiento, y son electos para el mismo periodo de tres años que éste, en estas elecciones locales no participan oficialmente los partidos políticos, sino que estos se presentan de manera independiente por medio de planillas.

### Representación legislativa
Para la elección de Diputados locales al Congreso de Quintana Roo, y de Diputados federales a la Cámara de Diputados del Congreso de la Unión, el municipio se encuentra integrado a los sig. Distritos electorales de la siguiente manera:
Local:
- I Distrito Electoral Local de Quintana Roo con cabecera en Kantunilkín.

Federal:
- Distrito electoral federal 1 de Quintana Roo con cabecera en Playa del Carmen.[6]